# Коджори
Коджо́ри (груз. კოჯორი) — горноклиматический курорт, посёлок городского типа в составе муниципалитета (региона) Тбилиси в Грузии. один из лучших курортов страны. Коджори находится на высоте 1302—1400 метров над уровнем моря, в 18 км от центра Тбилиси.
Подавляющее большинство населения составляют грузины, сообщается также об официальной регистрации 100 семей беженцев из Абхазии, проживающих в Коджори с начала 90-х годов. Располагаясь в горах, привлекает многих туристов своим климатом. В Коджори располагаются санатории для больных костным и лёгочным туберкулёзом. Местное население также вовлечено в сферу обслуживания отдыхающих.

## Общие сведения
В советское время Коджори считалось одним из лучших курортных посёлков Грузии, наряду с такими известными курортами, как Боржоми и Бакуриани. В окрестностях селения были расположены несколько горных санаториев, находящихся в живописной лесистой местности, с небольшими речками и водопадами. Считалось, что климат курорта особенно благоприятен для лечения лёгочных заболеваний. Во времена СССР санатории Коджори специализировались на туберкулёзных больных.
В Коджори размещается грузинская военная база. Во время войны в Грузии 2008 года база была атакована российской авиацией.
В 2010 году военный городок несколько раз выставлялся на продажу на аукционных торгах, которые, однако, прошли безрезультатно.
В 2013 году Министерство обороны Грузии сообщило о намерении открыть на базе в Коджори Центр военной подготовки.

## Климат
Коджори с давних времен известен своим особенным лечебным климатом. В качестве природного лечебного фактора здесь выступает климат нижнего пояса среднегорья, являющийся хорошей предпосылкой для пассивной и активной климатотерапии, для лечения лимфатических узлов, туберкулеза костей и суставов, бронхита и плеврита.
Курортная зона Коджори объединила в себе такие лечебные факторы, как изобилие солнечной радиации, горный воздух, умеренно жаркое лето — когда в дневные часы температура воздуха, по большей части, держится в пределах зоны комфорта, а также умеренные ветра, умеренную влажность, чередование лиственного, а частично хвойного, леса и полей, покрытых душистой травой. Климат Коджори способствует восстановлению общего тонуса организма и укреплению способности противостоять болезням.
Климатотерапия указанной зоны показана при следующих заболеваниях: болезни сердечно-сосудистой системы (I стадия эссенциальной гипертензии; эссенциальная гипотензия; I функциональный класс стабильной стенокардии напряжения ишемической болезни сердца; миокардиодистрофии различной этиологии; приобретенные пороки сердечных клапанов, без стеноза левого венозного и аортального отверстий, через 6-8 месяцев после утихания ревматического процесса) с I функциональным классом сердечной недостаточности, либо без него; патологии дыхательной системы (обструкционные и не обструкционные хронические бронхиты (в фазе ремиссии); протекающая в легкой форме бронхиальная астма (в фазе ремиссии), с дыхательной недостаточностью I степени или без нее; железодефицитная анемия.
Коджорский климат также создает великолепные предпосылки для аэротерапии.
Академик Г. Мухадзе, который хорошо был знаком с Коджори и на протяжении десятков лет отдыхал на этом курорте, отмечал, что Коджори имеет чрезвычайно благоприятные условия для лечения детей, в особенности, при болезнях кишечника. По наблюдениям Н. Кипшидзе выяснилось, что в результате лечения в Коджори в крови детей резко возрастает гемоглобин: от 10% до 25%. Высокая температура спадает и быстро движется в благотворном для организма направлении. Именно поэтому в Коджори всегда существовало много лечебных учреждений и санаториев. Сегодня ни одно из них уже не функционирует.

## История
Нынешний Коджори ранее назывался Агарани, а летняя усадьба грузинских царей, возвышающаяся в его окрестностях – Агарата Цихе (ныне — Коджрис Цихе «коджорская крепость»). По мнению специалистов, Коджрис Цихе принадлежит скорее всего к числу сооружений, относящихся к XI веку. Эта крепость имела важное стратегическое значение для феодальной Грузии. Она пересекала единственную дорогу, ведущую из Сомхит-Сабаратиано в Тбилиси. Именно поэтому, правители грузинского государства придавали ей особое значение.    
Однако, несмотря на свое стратегическое значение, ее главным образом использовали как летнюю резиденцию. Согласно сведениям выдающегося грузинского историка и географа XVIII века Вахушти Батонишвили, Царь Ростом (XVII век) превратил Коджори в резиденцию царей. В исторических сведениях также упоминается о лечебном визите в Коджори величайшей грузинской правительницы — царицы Тамар (XII-XIII вв.). Захворавшая царица Тамар со своей свитой более полутора лет проживала в Коджрис Цихе (Агарата Цихе).
С 50-х годов XIX века Коджори стал летней резиденцией кавказского наместника, и сюда съезжалось отдыхать много известных людей, в числе которых были великие грузинские писатели и общественные деятели.
В городе находилась государственная дача Берии, площадью 22 тысячи квадратных метров.
В советское время в окрестностях Коджори располагался центр боевого управления (ЦБУ) КЗакВО. В 1983 г. было построено нове здание, оснащённое по последнему слову техники,  с защищённым залом ситуационного центра военного округа. После распада СССР и вывода российских войск из Грузии территория ЦБУ стала использоваться как грузинская военная база.
До 2008 года входил в состав Гардабанского муниципалитета края Квемо-Картли. Текущая статистика учитывает пгт в составе города Тбилиси.

## Население
| 1970 | 1979 | 1989 | 2002 | 2014 |
| ---- | ---- | ---- | ---- | ---- |
| 3032 | 2005 | 1753 | 1867 | 1232 |

## Достопримечательности

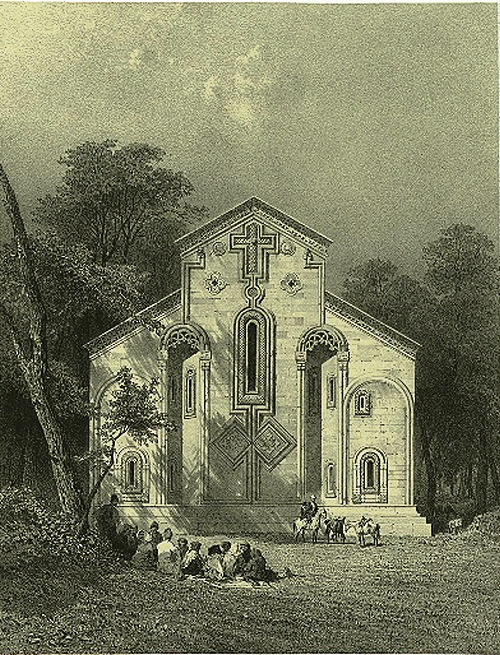
Грузия. Церковь монастыря Кабени. Картина художника Г. Г. Гагарина (1847)

В окрестностях Коджори находятся крепость Корогли (IX век), развалины монастыря (XIII век), монастырь Удзо, военная база.
В окрестностях села Коджори находятся развалины скальной крепости Корогли IX века, церковь Сорока великомучеников XVI века, монастырь Кабени XIII века.
При въезде в Коджори в 90-х годах прошлого века был установлен Мемориал юнкеров, в память о погибших в 1921 году в сражении с частями, наступавшей на Тбилиси Красной армии, грузинских юнкерах. В день поминовения этого события, у монумента проходят официальные мероприятия с участием первых лиц государства.

### Монастырь Удзо
Среди населения Коджори бытует легенда о том, что эту церковь возвел бездетный («удзо» означает «без наследника») мужчина и вознес молитву Богу, чтобы он ниспослал ему сына. Его мольбы были услышаны, и с тех самых пор сюда стали приходить бездетные мужчины и женщины, дабы помолиться Св. Георгию. Там же, на одном из деревьев, они оставляли подношения (дерево по сей день называют древом желаний). От слова «удзо» (без наследника) произошло впоследствии и название горы, и название церкви.

## Известные люди
В посёлке родились
- Хачатурян, Арам Ильич (1903—1978) — композитор, дирижёр, педагог, народный артист СССР (1954)
- Зданевич, Кирилл Михайлович (1892—1969) — советский художник.